# Die Fastnachtsbeichte

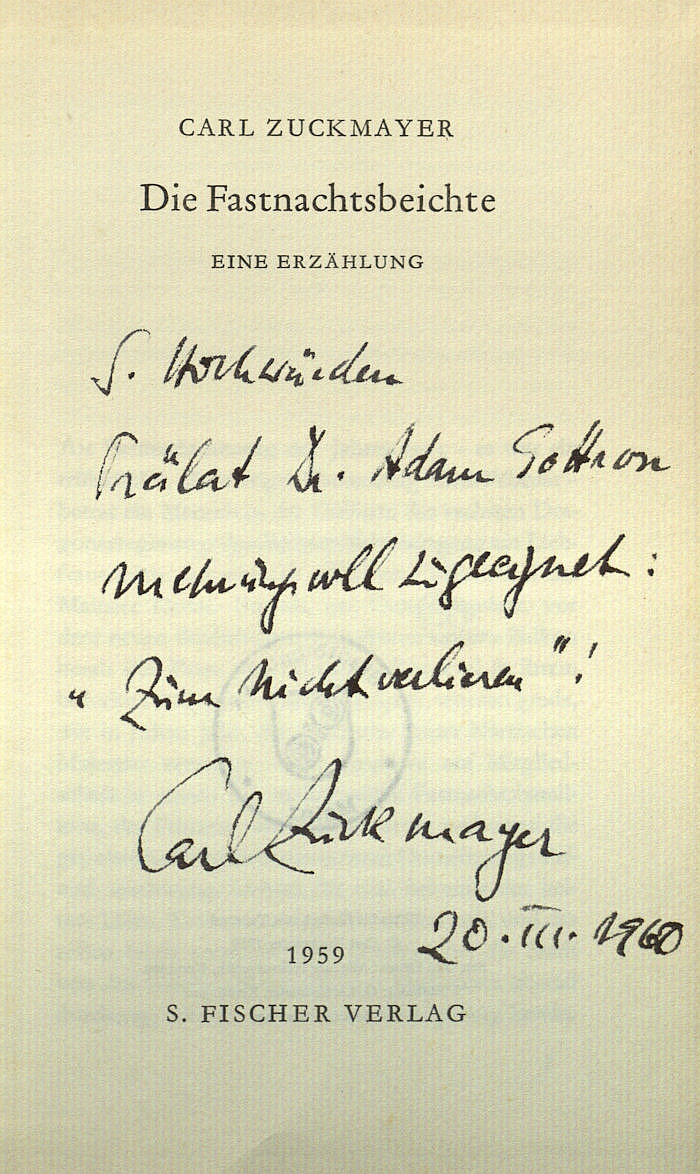
Titelblatt: Die Fastnachtsbeichte : eine Erzählung / Carl Zuckmayer. [Erstausg.], 11. – 15. Tsd. Frankfurt am Main: S. Fischer, 1959. Mit handschriftlicher Widmung des Autors für Adam Gottron.

Die Fastnachtsbeichte ist eine 1959 erschienene Erzählung / Novelle von Carl Zuckmayer.

## Handlung
Am Nachmittag des Fastnachtsamstags 1913 betritt ein Mann in Dragoneruniform den Mainzer Dom, um zu beichten. Aber schon nach dem ersten Satz bricht er tot zusammen. Wie sich herausstellt, war ihm, ohne dass er es bemerkt hatte, mit einem dünnen Dolch in den Brustkorb gestochen worden, noch bevor er den Dom betrat. Am Abend des gleichen Tages bekommt der Dragonerleutnant Jeanmarie Panezza, Sohn einer reichen, angesehenen Mainzer Familie, Besuch von seiner Kusine Viola Moralto aus Sizilien, die er seit seiner Kindheit nicht mehr gesehen hat. Viola wirkt verstört und scheint überrascht, als sie Jeanmarie sieht.
Kurz nach dem Mord wird in einem Bordell in der Kappelhofstraße ein betrunkener junger Mann verhaftet, der sich durch das Mitführen einer großen Geldsumme und einer Pistole verdächtig gemacht hat. Dieser Mann namens Clemens Bäumler ist ebenfalls beim Dragoner-Regiment und der Sohn einer Frau Bäumler, die gelegentlich für die Familie Panezza als Hilfskraft arbeitet und die die Milchamme von Jeanmarie gewesen ist. Bei den anschließenden Ermittlungen stellt sich heraus, dass der Ermordete Clemens’ Halbbruder Ferdinand Bäumler war. Ferdinand war wegen einer Unterschlagung zur Fremdenlegion geflohen und dort angeblich umgekommen. Tatsächlich hatte er aber seinen Tod nur fingiert und war nun nach Mainz zurückgekehrt. Er hat Clemens getroffen und zu einem Kleidertausch überredet, weil er in dessen Dragoneruniform nicht erkannt zu werden hoffte – offenbar fühlte er sich verfolgt.
Der alte Panezza, aktuell Karnevalsprinz und in seine jugendliche Partnerin in dieser Rolle, Katharina Bekker, verliebt, versucht in einer Aussprache mit einem alten Geistlichen die Last von seiner Seele loszuwerden. Er hatte Ferdinand Bäumler gezeugt und die Mutter dann mehr oder weniger gezwungen, einen ungeliebten Mann zu heiraten. Ferdinand hatte ihn kurz vor seiner Flucht um Geld gebeten, um seine Unterschlagung zu vertuschen, aber Panezza hatte es verweigert. Er möchte büßen, indem er dies öffentlich bekennt. Doch rät ihm der Geistliche, aus Rücksicht auf seine Kinder und auf die übrigen Menschen, die ihn lieben und respektieren, über diese Tatsache auch weiterhin zu schweigen.
Später erzählt Viola die Vorgeschichte: Ferdinand hatte sich nach seiner Desertion von der Fremdenlegion als sein Halbbruder Jeanmarie ausgegeben. Unter diesem Namen besuchte er die neunzehnjährige Viola Moralto in Sizilien, die Jeanmarie zuletzt als Kind gesehen hatte und sich jetzt unsterblich in Ferdinand verliebte. Nachdem er ihr wertvollen Schmuck unter einem Vorwand abgenommen hatte, verschwand er spurlos. Viola ahnte, dass er nach Mainz gehen würde, und folgte ihm. Auf die Reise nahm sie einen verwachsenen Mann namens Lolfo mit, einen unehelich mit einer Bäuerin gezeugten Sohn ihres Vaters und ihr selbst treu ergeben. Tatsächlich ist Ferdinand nach Mainz gegangen, um seinen Vater Panezza zu erpressen. Er hatte zunächst seinen anderen Halbbruder Clemens aufgesucht und ihn aufgefordert, mit ihm nach Amerika auszuwandern. Um nicht erkannt zu werden, hatte er mit Clemens die Kleidung getauscht, sodass er nun die Uniform und Clemens den Anzug mit dem Geld aus dem Erlös des unterschlagenen Schmucks trug. Lolfo, der mit Viola am gleichen Tag in Mainz eintrifft, erkennt Ferdinand in der Menge. Er folgt ihm bis vor den Dom und ersticht ihn dort aus Eifersucht und um Viola zu rächen.
Auch Viola Moralto, die von dem falschen Jeanmarie geschwängert worden ist, legt bei dem alten Geistlichen eine Beichte ab. Sie habe Lolfo zwar nicht beauftragt, den Betrüger zu töten, habe dessen Tod aber im Innersten gewünscht. Auch sie wird mit dem Spruch, sie solle hingehen und ihr Leben tragen, aus dem Beichtgespräch verabschiedet.

## Form
Die Erzählung verläuft nicht geradlinig und ausschließlich chronologisch, vielmehr erschließen sich sehr viele Sachverhalte erst aus der Erzählung dritter oder im Rückblick. Der Text ist nicht in Kapitel gegliedert, sondern nur durch Absätze und Abschnitte strukturiert, die keine Überschrift tragen.

## Thematik
Eingebunden ist die Handlung in das Fastnachtstreiben in Mainz, dem der alte Panezza als Fastnachtsprinz vorsteht. Das Thema der Täuschung und Selbsttäuschung wird anhand ausführlicher Beschreibungen des Masken- und Narrenwesens paraphrasiert. Die Identität einiger handelnder Personen bleibt lange Zeit unklar, ebenso die Liebesbeziehungen, die sich ergeben. So ist sich zum Beispiel Jeanmarie am Ende nicht sicher, ob er Viola begehrt oder eher doch sein Dienstmädchen Berthel, dem er durch eine Maskenverwechslung auf dem Abschlussball der Fastnacht schließlich näherkommt. Die Demaskierung am Ende dieser Feier bereitet auch thematisch die Auflösung des Falles vor. Am Ende sieht sich Jeanmarie in einer Vision, die den Ersten Weltkrieg vorwegnimmt, als Soldat in einer Gruppe von anderen Reitern, die im Nebel verschwinden. Zitat: „(…) und er war nicht mehr da.“ Viola geht am Morgen des Aschermittwochs in den Dom zur titelgebenden „Fastnachtsbeichte“. Sie beichtet dort, dass sie den Tod Ferdinands im Stillen gewünscht hat. Zitat: „(…) – ich wollte ihn – tot oder lebendig, und wenn ich ihn nicht mehr haben konnte – lieber tot!“

## Handlungsorte
Das Stück spielt während der Mainzer Fastnacht des Jahres 1913 in Mainz und im Rheingauer Winzerdorf Kedderich. Die Handlung beginnt im Mainzer Dom und setzt sich an folgenden Orten fort:
- Haus Panezza
- Établissement der Madame Guttier in der Kappelhofgasse des Weintorstraßenviertels der Mainzer Altstadt
- Landgerichtsgebäude in Mainz
- Haus Bekker am Gutenbergplatz vis-à-vis dem Theater
- Tanzlokal Rote Kopf, Ecke Mailandsgasse

## Sonstiges
- 1960 wurde Zuckmayers Erzählung unter der Regie von Wilhelm Dieterle mit Hans Söhnker (Panezza), Götz George (Rekrut Bäumler), Friedrich Domin (Dr. Henrici, Domkapitular), Berta Drews (Frau Bäumler), Helga Tölle (Katharina), Christian Wolff (Jeanmarie) und anderen verfilmt.
- 2005 wurde das Buch in Mainz an verschiedenen Plätzen vorgetragen.
- Als Auftragswerk des Staatstheaters Darmstadt schrieb Giselher Klebe die Oper in 2 Akten Die Fastnachtsbeichte (opus 90), die am 20. Dezember 1983 in Darmstadt uraufgeführt wurde.